# Matt McGorry
Matthew David McGorry (Nova Iorque, 12 de abril de 1986) é um ator americano, mais conhecido pelos papéis de John Bennett em Orange is the New Black e Asher Millstone em How to Get Away with Murder.

## Vida e carreira
McGorry cresceu em Nova York e começou a atuar aos 9 anos de idades. McGorry fez sua estréia na televisão em 2011, na novela estadunidense One Life To Love, criada por Agnes Nixon e exibida originalmente pela ABC. Mais tarde ele apareceu em "Person Of Interest", "Gossip Girls" e "Royal Pains" em pequenos papéis. Em 2013, McGorry entrou para o elenco principal de "Orange Is The New Black", representando o Oficial John Bennet. Em 2014, Matt McGorry ganhou um lugar no elenco principal na série "How To Get Away With Murder". No mesmo ano ele foi escalado para o filme "How He Fell In Love".

## Filmografia
| Ano       | Título                      | Personagem         | Notas                                |
| --------- | --------------------------- | ------------------ | ------------------------------------ |
| 2006      | Thursday                    | Grey Malcolm       |                                      |
| 2006      | Gizor & Gorm                | Gorm               | Curta-metragem                       |
| 2008      | Killian                     | Duncan             | Curta-metragem                       |
| 2010      | Public Access               | Vlado              | Curta-metragem                       |
| 2010      | Afghan Hound                | Tom                |                                      |
| 2011      | One Life to Live            | Spider Man         | 3 episódios                          |
| 2011      | Person of Interest          | EMT                | Episódio: "Foe"                      |
| 2012      | Gossip Girl                 | Personal Shopper   | Episódio: "Crazy, Cupid, Love"       |
| 2012      | Royal Pains                 | EMT                | Episódio: "You Give Love a Bad Name" |
| 2013      | Elementary                  | Officer Sam Klecko | Episódio: "Details"                  |
| 2013-2015 | Orange Is the New Black     | John Bennett       | Personagem recorrente                |
| 2014-2020 | How to Get Away with Murder | Asher / Doucheface | Série regular                        |
| 2015      | How He Fell in Love         |                    |                                      |
| 2022      | sinais misterioso           |                    | serie regular                        |
|           |                             |                    |                                      |

2022     Sinais Misteriosos